# テキサス州議会元老院
テキサス州議会元老院（テキサスしゅうぎかいげんろういん、英語:The Texas Senate）は、アメリカ合衆国テキサス州の州議会であるテキサス州議会の上院である。州上院と州下院であるテキサス州議会代議院の両院を合わせてテキサス州議会となる。上院議員は31人で、テキサス州全域の1人区を代表する。2020年の米国国勢調査に基づくと、1選挙区あたりの人口は約94万人。選挙は偶数年の11月第1月曜日後の第1火曜日に行われる。上院はオースティンのテキサス州会議事堂で開かれる。現在、共和党が多数派であり、共和党19名、民主党12名で構成されている。

## 任期
任期制限はない。任期は4年で、10年ごとに1期2年の任期がある。上院議員は、国勢調査の結果によって2つのグループに分けられる。
- 2で終わる年の選挙（国勢調査後の選挙）では、31議席すべてが改選される。
- 選挙後、上院本会議が開かれると、上院議員は抽選に参加し、選挙サイクルを決定する。
  - 半数は2-4-4サイクルで、2年後（4で終わる年）に4年任期で改選され、その後さらに4年任期（8で終わる年に改選される）となる。
  - 残りの半分は4-4-2サイクルとなり、4年後（6に終わる年）に改選となり、任期は4年、その後2年（0に終わる年に改選）となる。

そのため、2年に1度、州上院の約半数が投票対象となる。

## 指導部
テキサス州副知事は上院議長を務める。憲法で上院議長に指定されている多くの副知事とは異なり、副知事はこの役割を仮議長に委任するのではなく、定期的に議会を主宰する。副知事の職務には、委員会の委員長や委員の任命、法案の特定委員会への付託、審議中の委員の承認、手続き上の裁定などが含まれる。
副知事はまた、上院の議場での投票が同数に終わった場合、票を投じることができる。上院が、全議員が委員会の一部となる全体委員会（Committee of the Whole）への解散を議決した場合、議事進行は仮議長が行い、副知事は通常の投票権を持つ委員として行動する。委員会選出と法案割り当ての様々な権限により、テキサス州副知事は米国で最も強力な副知事職の一つと考えられている。
他の州議会と異なり、州上院には多数派または少数派のリーダーが存在しない。その代わり、仮議長が2番目に有力な役職とみなされ、議会内の政党が多数派であるかどうかに関係なく、どの政党でも仮議長に就くことができる。仮議長は通常、上院の最上級議員である。
仮議長は、副知事が不在の場合や議会が通常会期中でない場合に議長を務める。

### 役職
| 役職                      | 氏名               | 政党       | 居住地     | 選挙区 |
| ------------------------- | ------------------ | ---------- | ---------- | ------ |
| 上院議長 テキサス州副知事 | Dan Patrick        | Republican | Houston    | 全州   |
| 上院仮議長                | Charles Schwertner | Republican | Georgetown | 5      |

## 歴史

### 定足数違反
州上院の歴史において、少なくとも3件の定足数違反があった。最初のケースは1870年の「ランプ上院」、次いで1979年の「キラービー」、最後に2003年8月の「テキサス・イレブン」である。

## 委員会
以下は第88議会の上院委員会構成である（括弧内の数字はテキサス上院議長が任命した委員会メンバー数）。
- 行政 (7)
- 国境警備 (5)
- ビジネス及び商業 (11)
- 刑事司法 (7)
- 教育 (13)
  - 高等教育小委員会 (5)
- 財務 (17)
- 保健・福祉 (9)
- 法律学 (5)
- 地方自治体 (9)
- 天然資源および経済開発 (9)
- 指名 (9)
- 州務 (11)
- 運輸 (9)
- 退役軍人問題 (7)
- 水・農業・農村問題 (9)

これらの委員会に加えて、州上院と下院の両議員で構成される6つの合同委員会がある
刑事司法立法監視委員会
立法監査委員会
立法予算委員会
図書館委員会
サンセット諮問委員会
テキサス州議会評議会

## 上院議員名簿

2022年選挙後の上院選挙区と所属政党

| 選挙区 | 写真 | 氏名               | 政党 | 居住地        |
| ------ | ---- | ------------------ | ---- | ------------- |
| 1      |      | Bryan Hughes       | Rep  | Mineola       |
| 2      |      | Bob Hall           | Rep  | Edgewood      |
| 3      |      | Robert Nichols     | Rep  | Jacksonville  |
| 4      |      | Brandon Creighton  | Rep  | Conroe        |
| 5      |      | Charles Schwertner | Rep  | Georgetown    |
| 6      |      | Carol Alvarado     | Dem  | Houston       |
| 7      |      | Paul Bettencourt   | Rep  | Houston       |
| 8      |      | Angela Paxton      | Rep  | McKinney      |
| 9      |      | Kelly Hancock      | Rep  | Fort Worth    |
| 10     |      | Phil King          | Rep  | Weatherford   |
| 11     |      | Mayes Middleton    | Rep  | Friendswood   |
| 12     |      | Tan Parker         | Rep  | Flower Mound  |
| 13     |      | Borris Miles       | Dem  | Houston       |
| 14     |      | Sarah Eckhardt     | Dem  | Austin        |
| 15     |      | Molly Cook         | Dem  | Houston       |
| 16     |      | Nathan Johnson     | Dem  | Dallas        |
| 17     |      | Joan Huffman       | Rep  | Houston       |
| 18     |      | Lois Kolkhorst     | Rep  | Brenham       |
| 19     |      | Roland Gutierrez   | Dem  | San Antonio   |
| 20     |      | Juan Hinojosa      | Dem  | McAllen       |
| 21     |      | Judith Zaffirini   | Dem  | Laredo        |
| 22     |      | Brian Birdwell     | Rep  | Granbury      |
| 23     |      | Royce West         | Dem  | Dallas        |
| 24     |      | Pete Flores        | Rep  | Pleasanton    |
| 25     |      | Donna Campbell     | Rep  | New Braunfels |
| 26     |      | Jose Menendez      | Dem  | San Antonio   |
| 27     |      | Morgan LaMantia    | Dem  | Brownsville   |
| 28     |      | Charles Perry      | Rep  | Lubbock       |
| 29     |      | Cesar Blanco       | Dem  | El Paso       |
| 30     |      | Drew Springer      | Rep  | Muenster      |
| 31     |      | Kevin Sparks       | Rep  | Midland       |